# Bauer (band)
Bauer is een in 1999 opgerichte Amsterdamse band rondom Berend Dubbe. Na het uitbrengen van zijn eerste album stelde Dubbe een band samen. Met een van de leden, Sonja van Hamel, werd Bauer van 2000 tot en met 2006 als pop-duo gepresenteerd. Samen brachten ze drie platen uit. In 2000 won Bauer een BUMA/STEMRA Zilveren Harp. Het oorspronkelijke elektropopgeluid van Bauer werd geleidelijk steeds meer orkestraal.
In 2016 kwam na bijna tien jaar een nieuw album uit: Eyes fully open. Net zoals On the move uit 1999 is het een soloalbum (Dubbe). Het is het eerste album op het Basta Music-label (eerder stond de band onder contract bij Excelsior Recordings, Partners in Crime en Wabana). Dubbe heeft een band samengesteld om het laatste album live uit te voeren.

## Bezetting

### Huidige leden
- Berend Dubbe - zang, multi-instrumentalist, componist, producer

### Huidige aanvullende muzikanten
- Gwen Thomas - basgitaar, zang
- Maarten Helsloot (Sinas) - toetsen
- Bas Bouwma (Sinas) - drums
- Menno Klijn - gitaar
- Fred Bosch (Fred Rosenkamp) - gitaar

### Voormalige leden
- Sonja van Hamel - toetsen, zang, componist

### Voormalige aanvullende muzikanten
- Jeroen Kleijn - drums
- Wim Kwakman (Johan) - drums
- Frank van Praag (Scram C Baby) - gitaar
- Robbert Verbout - drums
- Gert-Jan Blom - basgitaar

## Discografie
| Jaar | Titel                    | Label                     | Overige informatie       |
| ---- | ------------------------ | ------------------------- | ------------------------ |
| 1999 | On the move              | Excelsior Recordings      | Soloalbum (Berend Dubbe) |
| 2000 | Can't stop singing       | Partners in Crime Records |                          |
| 2001 | Can't stop singing       | Wabana Records            | Amerikaanse uitgave      |
| 2004 | Baueresque               | Excelsior Recordings      |                          |
| 2006 | The Bauer Melody of 2006 | Excelsior Recordings      | Met het Metropole Orkest |
| 2016 | Eyes fully open          | Basta Music               | Soloalbum (Berend Dubbe) |